# Alsán vára
Alsán vára (horvátul: Utvrda Alšan) egy középkori várhely Horvátországban, Vukovár-Szerém megyében. 

## Fekvése
A vár helyét Zvonimir Tanocki azonosította, Gájalja (Posavski Podgajci) északi határában, a Száva közelében feküdt.

## Története
Alsán várát a Szente-Mágocs nemzetségből származó Alsáni család építtette. A hagyomány szerint a nemzetség ősei egy testvérpár Szente és Mágocs voltak. A nemzetség ősi fészke a mai Baranya vármegye északi része volt, mely régebben Tolna vármegyéhez tartozott. Itt találjuk Mágocs települést, ahol a nemzetségnek egykor Szent Péter apostol tiszteletére emelt monostora állt. A család alsáni ágának ismert első őse I. Logret volt, aki a 13. század vége felé élt. Fiát, II. Logret ispánt 1300-ban említik, unokája János pedig már Baranya vármegye főispánja, majd 1328 és 1335 között macsói bán volt. Alsáni János fia Alsáni Bálint pécsi püspök, korának egyik legjelentősebb egyházfője, bíboros, alkancellár volt. Az Alsáni család magvaszakadása (1412) után a Tallócziaké lett, akiktől a Marótiak elperelték. A vár első írásos említése 1463. március 26-án kelt oklevelében történt, melyben Maróthy Lajos és Máté megtiltják Tallóci Frank fiának Ferencnek, hogy a Valkó vármegyei Alsán várát („Castrum Alsan”), valamint Gunya és Zolna birtokokat elfoglalja.  1464-ben Szelna és Gunya falvak tartoztak hozzá. További sorsa nem ismert.